# Макар'євська сільська рада (Алтайський район)
Мака́р'євська сільська рада (рос. Макарьевский сельский совет) — сільське поселення у складі Алтайського району Алтайського краю Росії.
Адміністративний центр та єдиний населений пункт — село Макар'євка.

## Населення
Населення — 415 осіб (2019; 468 в 2010, 578 у 2002).